# NGC 2862
NGC 2862 ist eine isolierte Balken-Spiralgalaxie vom Hubble-Typ SBbc mit aktivem Galaxienkern im Sternbild Löwe nördlich der Ekliptik. Sie ist schätzungsweise 179 Millionen Lichtjahre von der Milchstraße entfernt und hat eine Ausdehnung von etwa 240.000 Lichtjahren. Vom Sonnensystem aus entfernt sich die Galaxie mit einer errechneten Radialgeschwindigkeit von näherungsweise 4.100 Kilometern pro Sekunde.
Im selben Himmelsareal befinden sich unter anderem die Galaxien PGC 26570, PGC 26783, PGC 1788439, PGC 1796660.
Das Objekt wurde am 21. Februar 1863 von Heinrich Louis d’Arrest entdeckt.